# One Man's War
One Man's War (bra: A Guerra de um Homem) é um filme televisivo do gênero drama de 1991 ambientado no Paraguai em 1976, sob a ditadura do general Alfredo Stroessner. É baseado na história verídica do médico paraguaio Joel Filártiga (interpretado por Anthony Hopkins), que buscou justiça pela morte de seu filho de dezessete anos, Joelito, que foi torturado e morto pela polícia secreta do regime Stroessner. O filme para antes de Filártiga lançar o caso histórico de direito internacional Filártiga v. Peña-Irala (1980). 

## Produção
O filme foi realizado por iniciativa da Anistia Internacional, logo após a queda de Stroessner, e produzido pelo Channel 4 e HBO. 
Foi o primeiro trabalho de Anthony Hopkins após sua interpretação premiada com o Oscar de Hannibal Lecter em O Silêncio dos Inocentes (1991) e o segundo filme do diretor brasileiro Sérgio Toledo, que recebeu boas críticas por seu trabalho em Vera (1986).

## Elenco
- Anthony Hopkins: Joel
- Norma Aleandro: Nidia
- Fernanda Torres: Dolly
- Leonardo García: Joelito
- Miah Michelle: Analy
- Ana Ofelia Murguía: Dona Teresa
- José Antonio Estrada: Leandro
- Rubén Blades: Perrone
- Sergio Bustamante: Gomes
- René Pereyra: Pena
- Claudia Guzmán: Charo
- Rufino Echegoyen: Duarte
- Salvador Sánchez: Ramirez